# Cataegis
Cataegis là một chi ốc biển, là động vật thân mềm chân bụng sống ở biển trong họ Chilodontidae.

## Các loài
Các loài trong chi Cataegis gồm có:
- Cataegis celebesensis McLean & Quinn, 1987
- Cataegis finkli (Petuch, 1987)
- Cataegis meroglypta McLean & Quinn, 1987[2]